# Те Хау-ки-Туранга
«Те Хау-ки-Туранга» (маори Te Hau-ki-Tūranga) — резной фаренуи (дом собраний народа маори), выставленный ныне в новозеландском музее Те Папа в Веллингтоне. Построен мастером-резчиком Рахарухи Рукупо (маори Raharuhi Rukupo) из хапу Нгати-каипохо (маори Ngāti Kaipoho) в конце XIX века близ Гисборна (тогда носившего название Туранга).

## Строительство

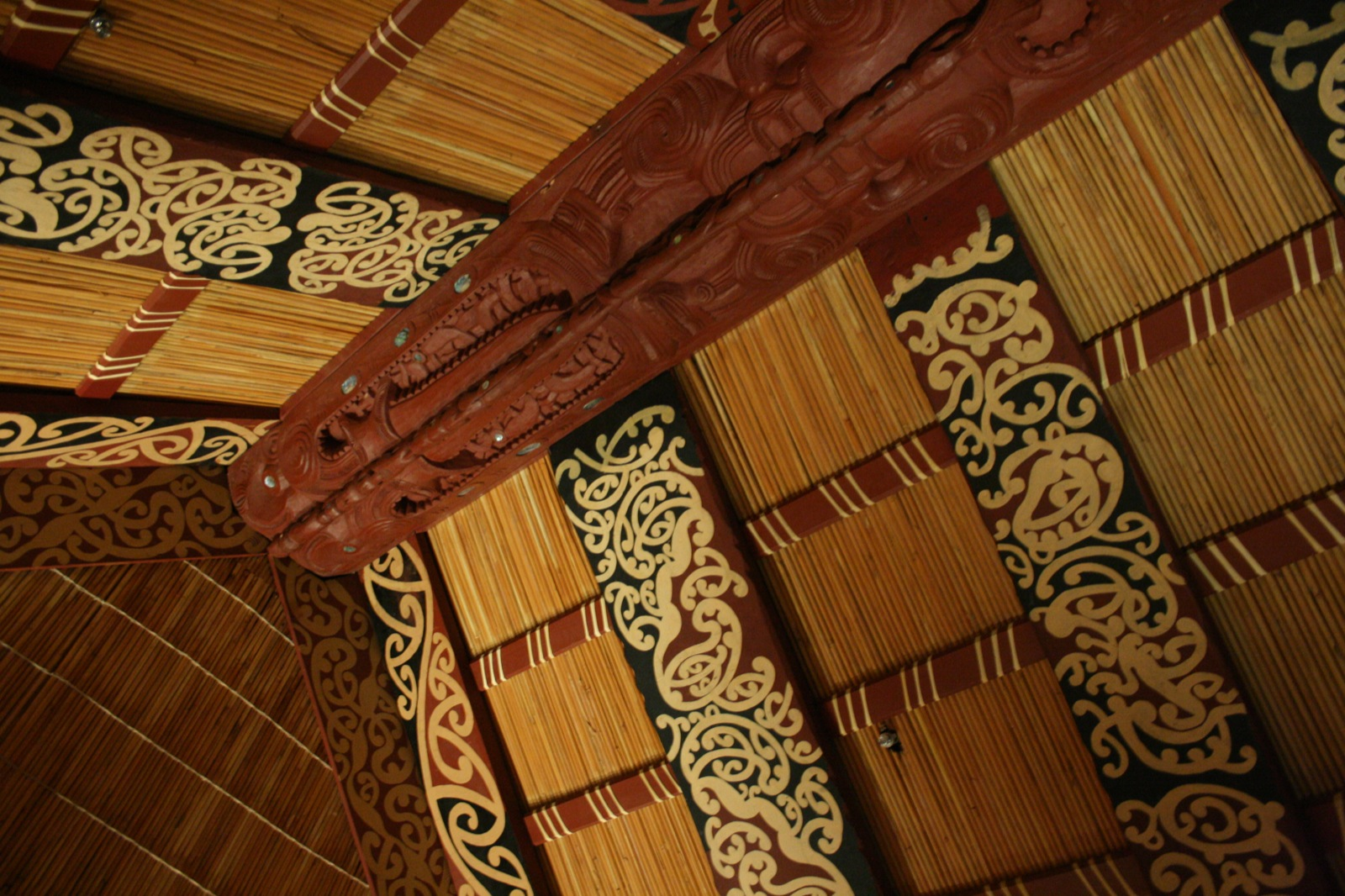
Оформление крыши «Те Хау-ки-Туранги»

«Те Хау-ки-Туранга» является старейшим сохранившимся в Новой Зеландии домом собраний. Его название означает «дух народа [из] Туранги» или «дар народа [из] Туранги». Возведение фаренуи, по-видимому, началось в 1842 году в па Оракаиапу близ Гисборна. «Те Хау-ки-Туранга» богато украшен резьбой, работа над ней, скорее всего, началась раньше возведения самого здания, но ни дату начала, ни продолжительность однозначно установить невозможно. Неизвестно, планировалось ли использование фаренуи как жилого строения, либо в первую очередь для собраний. «Те Хау-ки-Турангу» создавали уже в раннеколониальное время, что повлияло как на его авторов, так и на сам дом: Рахарухи Рукупо был сыном вождя, его старший брат Тамати Вака Мангере также был рангатирой, он подписал договор Вайтанги с Британией. Обильно украшенный орнаментами фаренуи появился по двум основным причинам: в память о старшем брате Рахарухи и в знак единения хапу Нгати-каипохо и иви Нгати-кахунгуну.
На момент начала строительства многие члены хапу уже приняли христианство, даже имя Рахарухи — маорийское прочтение библейского имени Лазарь. Рахарухи работал над фаренуи вместе с 18 другими опытными резчиками, судя по глубине отметин, они использовали металлические инструменты, полученные у европейцев. Христианские миссионеры обучили новообращённых грамоте, и зодчие написали под изображениями предков на поупоу их имена. Вразрез с традицией, на поу-таху Рахарухи изобразил самого себя, включая свою лицевую татуировку. Кофаифаи «Те Хау-ки-Туранги» также нестандартны: они сделаны по трафаретам, и, скорее всего, их выполняли европейскими кисточками. Хотя обучение Рахарухи шло по классическим технологиям, он быстро усваивал новое и включал инновативные техники в своё искусство. К 1845 году основная работа над фаренуи завершилась, и его стали использовать для нужд племени.

## Изъятие
Рукупо изначально положительно относился к европейцам, но в 1851 году он с негодованием отверг предложение чиновника Дональда Маклина о продаже земли в заливе Поверти Британской короне и стал выступать против колонизации. Впрочем, примерно в то же время он отговорил другого вождя выгонять белых поселенцев.
Несколько раз Рукупо отклонял предложения о приобретении «Те Хау-ки-Туранги» Британией, но в 1867 году министр по делам туземного населения Джеймс Ричмонд заплатил маори некую сумму, демонтировал фаренуи и увёз его в Веллингтон. По этому поводу в 1868 году было проведено расследование. Земли племени Рахарухи должны были быть конфискованы Ричмондом. Сам Ричмонд писал, что изъял «Те Хау-ки-Турангу» из-за того, что он находился в плохом состоянии, а его резьба гнила и была изъедена насекомыми. Ричмонд якобы обратился к Рукупо с предложением о покупке, а тот направил его к другому вождю, сообщив, что дом ему более не принадлежит. Из писем Рахарухи, однако, очевидно, что изъятие фаренуи он воспринял как конфискацию, а изучение документов последующих расследований показывает, что чётких юридических оснований для конфискации не было.
Капитан государственного судна Джеймс Фэйрчайлд (англ. James Fairchild) дал другие показания: он сообщил, что дом был в прекрасном состоянии, и, когда он с командой собрался разбирать его по приказу Ричмонда, маори собрались вокруг них и стали протестовать. Фэйрчайлд передал маори 100 фунтов стерлингов через чиновника Биггса, что их не удовлетворило (тремя годами ранее Фэйрчайлд пытался купить дом за 300 фунтов для перепродажи, и ему также не удалось договориться с продавцом), тогда «Те Хау-ки-Туранга» был демонтирован принудительно. Решение по этому делу неизвестно, но скорее всего оно было не в пользу Рукупо. В 1878 году политик Ви Пере подал петицию Комитету по вопросам аборигенов, рассчитывая на 700 фунтов компенсации. Комитет пришёл к выводу о необходимости доплаты в размере 300 фунтов (неизвестно, были ли эти деньги выплачены). Рахарухи Рукупо был смертельно обижен конфискацией своего произведения. Оставшуюся жизнь он провёл, создавая фаренуи «Те Мана-о-Туранга» в Факато-мараэ.

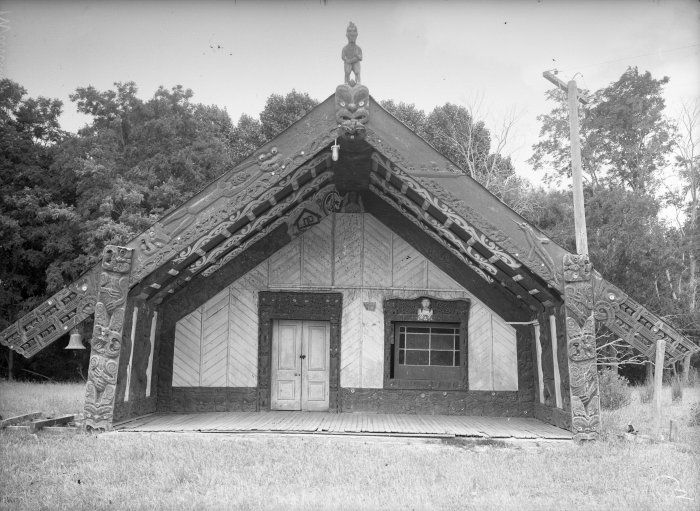
Те Мана-о-Туранга, другая работа Рахарухи
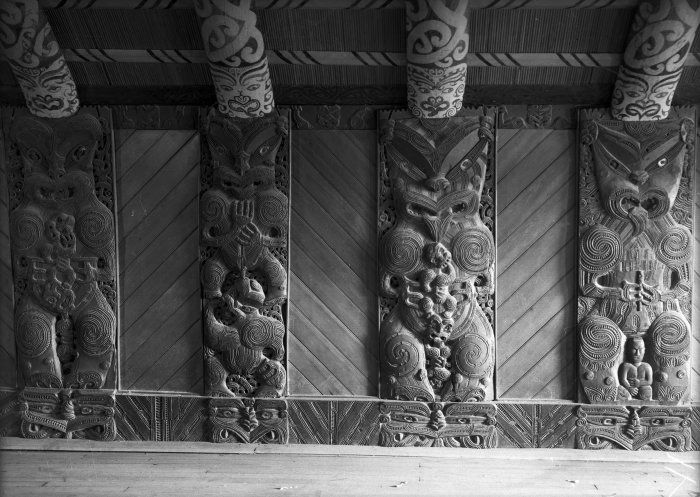
Стена Те Мана-о-Туранги

## В музее

Апирана Нгата

«Те Хау-ки-Туранга» сыграл в культуре маори важную роль уже будучи в музее. Политик Апирана Нгата использовал этот фаренуи для конструирования новой идентичности маори, объединяющей все племена. В 1916 году Апирана узнал, что в его регионе живёт всего три профессиональных резчика, и обратился к правительству с просьбой о создании учебного заведения для обучения резчиков и художников традиционным искусствам. The School of Maori Arts and Crafts (Школа изобразительных и декоративных искусств маори) открылась в 1928 году в Роторуа.
В 1930-х Музей доминиона, как тогда назывался Те Папа, переехал, и Нгата убедил его руководство воспользоваться услугами мастеров Школы для реставрации, курировать которую он взялся лично. Плетёные панели тукутуку были выполнены по чертежам самого́ Нгаты пожилой мастерицей по фамилии Хекета, её дочерью и шестью другими специалистками. При создании кофаифаи Нгата намеренно использовал устаревшие на тот момент технологии, не имевшие связей с повстанцами-антиколониалистами. Он также добавил в здание новые резные фрагменты, не предусмотренные Рахарухи: два новых поупоу и новый тахуху из цельного ствола дерева.
Реставрация Нгаты зачастую выполнялась поверхностно: новые кофаифаи были распилены на лесопилках, а не вручную, и им недоставало толщины; при замене резных панелей орнаменты часто создавались заново; при этом используемые при резьбе технологии точно повторяли работу Рахарухи. Другой подход демонстрировал музейный реставратор Томас Херберли (англ. Thomas Herberly): он был самоучкой и не умел делать столь глубокие насечки на дереве, зато он стремился точно воссоздавать стиль оригинала. В 1936 году музей поместил фаренуи в бетонную коробку, однако поупоу в неё не влезли, и музей отпилил нижний край панелей, на который Рахарухи нанёс имена предков; степень ответственности за это решение (или халатности) самого Нгаты неизвестна, но оно лежит в русле его стремления затереть следы колониального влияния на искусство маори и связанные с этим политические вопросы.
Усилиями Апираны «Те Хау-ки-Туранга» превратился в «образец фаренуи», на него ориентировались последующие поколения резчиков.

## XXI век
В XXI веке история здания продолжилась: в 2011 году маори выиграли суд против короны, было определено, что фаренуи будет подвергнут восстановительной реставрации с целью вернуть изменённые Нгатой фрагменты в оригинальный вид, разобран и перевезён на изначальное место в 2017 году, а племени будет выплачена компенсация.
В 2015 году хапу Нгати-каипохо обнаружило, что рисунок плетёных панелей из «Те Хау-ки-Туранги» используется на новозеландских денежных знаках с 1993 года. Маори заставили Резервный банк Новой Зеландии принести извинения за нарушение авторских прав.